# Erik Hemmendorff
Erik Martin Hemmendorff, född 14 april 1973 i S:t Matteus församling i Stockholm, är en svensk filmproducent, manusförfattare, dokumentärfilmare, B-fotograf och passare.

## Biografi
Hemmendorff växte upp på Frösön nära Östersund och utbildade sig vid Högskolan för fotografi och film i Göteborg. Han startade tillsammans med Ruben Östlund produktionsbolaget Plattform Produktion 2002. 2009 korades Hemmendorff av Svenska Filminstitutet till årets "Producer on the Move".
Som regissör har Hemmendorff gjort kortfilmerna Looking for Tsai (2002), Den ljusnande framtid är vår (2004) och Pusselbitar (2006) och som producent bland annat De ofrivilliga (2008) (även manus), Play (2011) och Pangpangbröder (2011).
2015 tilldelades han Västra Götalandsregionens kulturpris.

## Filmografi

### Foto
- 2002 – Looking for Tsai
- 2006 – Pusselbitar
- 2008 – En enastående studie i mänsklig förnedring
- 2010 – The Extraordinary Ordinary Life of José González

### Manus
- 2002 – Looking for Tsai
- 2003 – Tillträde förbjudet
- 2004 – Den ljusnande framtid är vår
- 2005 – Scen nr: 6882 ur mitt liv
- 2006 – Pusselbitar
- 2008 – De ofrivilliga

### Produktion
- 2005 – Scen nr: 6882 ur mitt liv
- 2006 – Pusselbitar
- 2006 – Weekend
- 2008 – De ofrivilliga
- 2008 – En enastående studie i mänsklig förnedring
- 2009 – Hälsningar från skogen
- 2010 – The Extraordinary Ordinary Life of José González
- 2010 – Händelse vid bank
- 2010 – Något börjar, något tar slut
- 2011 – Pangpangbröder
- 2011 – Play
- 2013 – Förår
- 2014 – Turist
- 2017 – The Square
- 2019 – Fraemling
- 2021 – Pleasure
- 2022 – Triangle of Sadness
- 2026 – The Entertainment System is Down

### Dokumentärer
- 2002 – Looking for Tsai
- 2004 – Den ljusnande framtid är vår
- 2006 – Pusselbitar